# Santa Catarina Ixtahuacan
Santa Catarina Ixtahuacan – miasto na południowym zachodzie Gwatemali, w departamencie Sololá. Według danych szacunkowych z 2012 roku liczba mieszkańców wynosiła 14 142 osób.
Santa Catarina Ixtahuacan leży około 45 km na zachód od stolicy departamentu – miasta Sololá, w pobliżu Drogi Panamerykańskiej. Miejscowość leży na wysokości 2197 metry nad poziomem morza, w górach Sierra Madre de Chiapas.
Zniszczenia spowodowane przez huragan Mitch w dniu 2 listopada 1998 roku spowodowały opuszczenie miejscowości istniejącej w tym miejscu od 1600 roku i odbudowę jej w niedalekim sąsiedztwie. Nową lokalizację nazywa się niekiedy Nueva Santa Catarina Ixtahuacan.

## Gmina Santa Catarina Ixtahuacan
Miejscowość jest także siedzibą władz gminy o tej samej nazwie, która jest jedną z dziewiętnastu gmin w departamencie. W 2012 roku gmina liczyła 50 234 mieszkańców. Mimo iż jest to największa gmina w departamencie to jak na warunki Gwatemali jest ona najwyżej średniej wielkości, a jej powierzchnia obejmuje 218 km².
Mieszkańcy gminy utrzymują się głównie z uprawy roli i z drobnego rzemiosła. W rolnictwie dominuje uprawa pszenicy i kukurydzy.
Klimat gminy jest równikowy, według klasyfikacji Köppena, należy do klimatów tropikalnych monsunowych (Am), z wyraźną porą deszczową występującą od maja do października.